# Tim Heinrich
Tim Heinrich (* 6. Mai 1995 in Thüringen) ist ein ehemaliger deutscher Skispringer.

## Werdegang
Heinrich, der für den WSV Schmiedefeld startet, begann bereits im Kindesalter 2001 mit dem Skispringen. Gut neun Jahre später verbesserte er kontinuierlich seine Leistungen bei Juniorenspringen und gewann im Dezember 2010 erstmals ein Springen im Deutschlandpokal. 2011 wurde er Deutscher Jugendmeister, bevor er ein Jahr später diesen Titel mit dem Team gewann. Im Februar 2012 startete Heinrich erstmals international im Rahmen des FIS-Cup in Baiersbronn. Bereits in seinen ersten beiden internationalen Springen landete er unter den besten 20. Im August des gleichen Jahres ging er in Einsiedeln erstmals im Alpencup an den Start, blieb aber hinter den Top-Platzierungen deutlich zurück. Erst im Februar 2013 gelang ihm mit Platz 12 in Kranj ein erster Punktegewinn im Alpencup. Im Januar und Februar 2014 sprang er in Predazzo und Kranj dreimal in die Top 10. Daraufhin reiste er wenige Tage später mit dem B-Nationalkader nach Brotterode, um am dortigen Skisprung-Continental-Cup teilzunehmen. Mit den Plätzen 70 und 49 konnte er dabei jedoch keine Punkte holen. Zum Abschluss des Winters 2012/13 gelang Heinrich in Chaux-Neuve als Dritter erstmals der Sprung aufs Podium.
Ende Januar 2015 kam Heinrich in Zakopane erneut im Continental Cup zum Einsatz und gewann als 25. und 24. in beiden Springen seine ersten 13 Continental-Cup-Punkte. Damit platzierte er sich am Ende auf Platz 106 im Winter- und Platz 145 im Gesamt-Continental-Cup.
Im Sommer ging er in Wisła erneut im Rahmen des Continental Cup an den Start, verpasste aber die Punkteränge knapp. In Kuopio hingegen landete er als 17. unter den besten 20. Nach zwei Top-10-Platzierungen beim FIS-Cup in Szczyrk reiste er zum Skisprung-Grand-Prix in Almaty, wo er mit einem 27. und einem 25. Platz ebenfalls auf Anhieb Punkte gewinnen konnte. Es blieben jedoch seine einzigen Starts im Grand Prix, was ihm am Ende einen 76. Platz einbrachte.
Für den Winter 2015/16 kam Heinrich nach schwachen COC-Ergebnissen in Klingenthal im Oktober erneut nicht in den A- oder B-Kader, sondern sprang weiterhin im FIS-Cup. Lediglich in Brotterode kam er noch einmal im Continental Cup zum Einsatz und überraschte dabei mit einem dritten Platz und damit seiner ersten Podestplatzierung in dieser Serie.

## Statistik

### Grand-Prix-Platzierungen
| Saison | Platz | Punkte |
| ------ | ----- | ------ |
| 2015   | 76.   | 10     |

### Continental-Cup-Platzierungen
| Saison  | Sommer | Sommer | Winter | Winter | Gesamt | Gesamt |
| Saison  | Platz  | Punkte | Platz  | Punkte | Platz  | Punkte |
| ------- | ------ | ------ | ------ | ------ | ------ | ------ |
| 2014/15 | –      | –      | 106.   | 013    | 145.   | 013    |
| 2015/16 | 084.   | 014    | 067.   | 060    | 080.   | 074    |

## Privates
Heinrich lebt in Dillstädt und hat einen Bruder.